# Бојан Ковачевић (фудбалер, 1996)
Бојан Ковачевић (Нови Сад, 28. априла 1996) српски је фудбалер који тренутно игра за Доксу из Катокопије.

## Каријера
Ковачевић почео да тренира у школи фудбала Ајакса из Новог Сада. Касније је био члан омладинског погона Инђије, у којој је такође забележио и прве сениорске наступе у Првој лиги Србије. У последњој сезони у клубу, током које је имао улогу заменика капитена, Ковачевић је био стрелац једног поготка против Новог Пазара. Лета 2018. потписао је трогодишњи уговор са Вождовцем, а током јесени је одиграо пријатељски сусрет са комбинованом репрезентацијом Србије, за коју су наступили играчи у узрасту до 23 године старости. Наредне године прешао је у Пролетер из Новог Сада. Почетком 2020. уступљен је казахстанском Каспију, али је услед пандемије ковида 19 за клуб одиграо само једну утакмицу, те се лета исте године вратио Пролетер. Током првог дела такмичарске 2020/21. био је једини фудбалер Пролетера са максималном минутажом у Суперлиги Србије. У јулу 2021. потписао је за Доксу из Катокопије.

## Статистика

### Клупска
Ажурирано 31. јул 2021.
|                   |          |     |   |   |   |   |   |   |   |     |   |  |  |  |
| Инђија            | 2014/15. | 0   | 0 | — | — | — | — | — | — | 0   | 0 |  |  |  |
| Инђија            | 2015/16. | 6   | 0 | — | — | — | — | — | — | 6   | 0 |  |  |  |
| Инђија            | 2016/17. | 21  | 0 | 1 | 0 | — | — | — | — | 22  | 0 |  |  |  |
| Инђија            | 2017/18. | 21  | 0 | 1 | 0 | — | — | — | — | 22  | 0 |  |  |  |
| Инђија            | Укупно   | 55  | 1 | 2 | 0 | — | — | — | — | 57  | 1 |  |  |  |
|                   |          |     |   |   |   |   |   |   |   |     |   |  |  |  |
| Вождовац          | 2018/19. | 19  | 0 | 0 | 0 | — | — | — | — | 19  | 0 |  |  |  |
| Вождовац          | 2019/20. | 1   | 0 | — | — | — | — | — | — | 1   | 0 |  |  |  |
| Вождовац          | Укупно   | 20  | 0 | 0 | 0 | — | — | — | — | 20  | 0 |  |  |  |
|                   |          |     |   |   |   |   |   |   |   |     |   |  |  |  |
| Каспи (позајмица) | 2020.    | 1   | 0 | — | — | — | — | — | — | 1   | 0 |  |  |  |
|                   |          |     |   |   |   |   |   |   |   |     |   |  |  |  |
| Пролетер Нови Сад | 2019/20. | 15  | 0 | 1 | 0 | — | — | — | — | 16  | 0 |  |  |  |
| Пролетер Нови Сад | 2020/21. | 32  | 1 | 0 | 0 | — | — | — | — | 32  | 1 |  |  |  |
| Пролетер Нови Сад | Укупно   | 47  | 1 | 1 | 0 | — | — | — | — | 48  | 1 |  |  |  |
|                   |          |     |   |   |   |   |   |   |   |     |   |  |  |  |
| Каријера          | Каријера | 123 | 2 | 3 | 0 | — | — | — | — | 126 | 2 |  |  |  |
|                   |          |     |   |   |   |   |   |   |   |     |   |  |  |  |

### Утакмице у дресу репрезентације
| Репрезентација Србије у узрасту до 23 године старости | Репрезентација Србије у узрасту до 23 године старости                    | Репрезентација Србије у узрасту до 23 године старости                    | Репрезентација Србије у узрасту до 23 године старости                    | Репрезентација Србије у узрасту до 23 године старости                    | Репрезентација Србије у узрасту до 23 године старости                    | Репрезентација Србије у узрасту до 23 године старости                    | Репрезентација Србије у узрасту до 23 године старости | Репрезентација Србије у узрасту до 23 године старости | Репрезентација Србије у узрасту до 23 године старости |
| #                                                     | Датум                                                                    | Такмичење                                                                | Локација                                                                 | Домаћин                                                                  | Резултат                                                                 | Гост                                                                     | Мин.                                                  | Гол                                                   | Реф.                                                  |
| ----------------------------------------------------- | ------------------------------------------------------------------------ | ------------------------------------------------------------------------ | ------------------------------------------------------------------------ | ------------------------------------------------------------------------ | ------------------------------------------------------------------------ | ------------------------------------------------------------------------ | ----------------------------------------------------- | ----------------------------------------------------- | ----------------------------------------------------- |
| 1                                                     | 15. октобар 2018.                                                        | Пријатељска утакмица                                                     | Кућа фудбала, Стара Пазова                                               | Србија                                                                   | 2 : 4                                                                    | Француска                                                                | 85'                                                   |                                                       | [ 11 ]                                                |
| 1                                                     | Укупан број утакмица, постигнутих погодака и минута проведених на терену | Укупан број утакмица, постигнутих погодака и минута проведених на терену | Укупан број утакмица, постигнутих погодака и минута проведених на терену | Укупан број утакмица, постигнутих погодака и минута проведених на терену | Укупан број утакмица, постигнутих погодака и минута проведених на терену | Укупан број утакмица, постигнутих погодака и минута проведених на терену | 85                                                    | 0                                                     | [ 19 ]                                                |